# هتیزبرگ (میسیسیپی)
هتیزبرگ (به انگلیسی: Hattiesburg) شهری در ایالت میسیسیپی کشور ایالات متحده آمریکا است که جمعیت آن در سرشماری سال ۲۰۱۰ میلادی، ۴۵٬۹۸۹ نفر بوده‌است.